# زمان چینه‌شناختی استاندارد جهانی
| گاه‌چینه‌شناسی          | زمین‌گاه‌شناسی | یادداشت‌ها                                     |
| --------------------- | ------------ | --------------------------------------------- |
| چینه‌ابردوران Eonothem | ابردوران Eon | جمعاً ۴ ابردوران. نیم میلیارد سال یا بیشتر     |
| چینه‌دوران Erathem     | دوران Era    | ۱۰ دوران شناخته‌شده. چندصد میلیون سال          |
| سامانه System         | دوره Period  | ۲۲ دوره شناخته‌شده. ده‌ها تا حدود صد میلیون سال |
| ردیف Series           | دور Epoch    | ۳۴ دور شناخته‌شده. ده‌ها میلیون سال             |
| اشکوب Stage           | عصر Age      | ۹۹ عصر شناخته‌شده. میلیون‌ها سال                |
| گاه‌بازه Chronozone    | گاه Chron    | زیربخش عصر. توسط ICS به‌کار نمی‌رود.            |

زمان چینه‌شناختی استاندارد جهانی (انگلیسی: Global Standard Stratigraphic Age) یا زمان سنگ‌چینه‌ای استاندارد جهانی که به اختصار GSSA خوانده می‌شود، در چینه‌شناسی و زمین‌شناسی به منظور بیان و تعریف مقیاس زمانی زمین‌شناسی شامل دوره، دور و عصر و چینه‌نگاری لایه‌های سنگی به‌کار می‌رود. از سال ۱۹۷۴ تلاشی جهانی و همه‌جانبه برای تعریف این معیارهای مهم آغاز شده است. نقطه‌ها و چینه‌ها باید گسترده بوده و شامل توالی مشخصی از لایه‌های سنگی یا دیگر ویژگی‌های مشخص و قابل کمّی‌سازی باشند.
زمان‌های چینه‌شناختی استاندارد جهانی و نقاط و برش‌های چینه‌گون مرزی جهانی (GSSP) توسط کمیسیون بین‌المللی چینه‌شناسی و با نظارت سازمان مادر خود انجمن بین‌المللی دانش زمین‌شناسی تعریف شده و برای تعیین سن لایه‌های سنگی قدیمی‌تر از ۶۳۰ میلیون سال پیش که فاقد سنگواره‌های کافی هستند به‌کار می‌روند.